# ネルー橋
ネルー橋 (Nehru Bridge) は、サバーマティ川を横断する主要な橋であり、インド、グジャラート州のアフマダーバード市にある主な公共交通の動脈として役立っている。橋は、歴史的なエリス橋と比べて近代的で大きく建設され、インドの初代首相、ジャワハルラール・ネルーに捧げられている。
アフマダーバード市の名所の1つ、パタン回転レストランは、サバーマティ川土手のネルー橋近くに位置する。